# Nazionale olimpica di calcio della Thailandia
La nazionale olimpica thailandese di calcio è la rappresentativa calcistica della Thailandia che rappresenta l'omonimo stato ai Giochi olimpici.

## Statistiche dettagliate sui tornei internazionali

### Giochi olimpici
| Anno | Luogo             | Piazzamento             | V | N | P | Gol  |
| ---- | ----------------- | ----------------------- | - | - | - | ---- |
| 1952 | Helsinki          | Non partecipante        | - | - | - | -    |
| 1956 | Melbourne         | Turno di qualificazione | 0 | 0 | 1 | 0:9  |
| 1960 | Roma              | Non qualificata         | - | - | - | -    |
| 1964 | Tokyo             | Non qualificata         | - | - | - | -    |
| 1968 | Città del Messico | Primo turno             | 0 | 0 | 3 | 1:19 |
| 1972 | Monaco di Baviera | Non qualificata         | - | - | - | -    |
| 1976 | Montréal          | Non partecipante        | - | - | - | -    |
| 1980 | Mosca             | Non partecipante        | - | - | - | -    |
| 1984 | Los Angeles       | Non qualificata         | - | - | - | -    |
| 1988 | Seul              | Non qualificata         | - | - | - | -    |
| 1992 | Barcellona        | Non qualificata         | - | - | - | -    |
| 1996 | Atlanta           | Non qualificata         | - | - | - | -    |
| 2000 | Sydney            | Non qualificata         | - | - | - | -    |
| 2004 | Atene             | Non qualificata         | - | - | - | -    |
| 2008 | Pechino           | Non qualificata         | - | - | - | -    |
| 2012 | Londra            | Non qualificata         | - | - | - | -    |
| 2016 | Rio de Janeiro    | Non qualificata         | - | - | - | -    |
| 2020 | Tokyo             | Non qualificata         | - | - | - | -    |
| 2024 | Parigi            |                         | - | - | - | -    |

## Tutte le rose

### Giochi olimpici
Calcio ai Giochi Olimpici Estivi 19561 Kasem, 2 Samruay, 3 Pratheep, 4 Sukit, 5 Suraphong, 6 Sophon, 7 Bamphen, 8 Vivathana, 9 Suchat, 10 Nit, 11 Tu, 12 Prasan, 13 Wanchai, CT: Bunchoo
Calcio ai Giochi Olimpici Estivi 19681 Chao, 2 Sarawut, 3 Narong S., 4 Yongyut, 5 Phaisan, 6 Chirawat, 7 Samruay, 8 Phaibun, 9 Chatchai, 10 Kriengsak V., 11 Udomsilp, 12 Narong T., 13 Niwat, 14 Suphot, 15 Bunlert, 16 Praderm, 17 Vichai, 18 Kriengsak N., CT: Glomb